# Toni Carbos
Toni Carbos, né en 1976 à Sant Boi de Llobregat (Province de Barcelone) est un auteur de bande dessinée espagnol.

## Biographie
Toni Carbos est né à Sant Boi de Llobregat en Catalogne. Il a fait ses études à l’université des beaux-arts de Barcelone puis a publié plusieurs albums BD en Espagne. Avec le scénariste Javier Cosnava, il a gagné le Prix du Salon del Principado de Asturias (Prix Haxtur) en octobre 2009.

## Œuvres publiées en français
- Monsieur Lévine, avec Javier Cosnava (scénario), Sarbacane, 2015[1].  (ISBN 978-2-848-65772-1)
- Le Dernier Lapon, avec Javier Cosnava (scénario), librement adapté du roman éponyme d'Olivier Truc, Sarbacane septembre 2018[2],[3]. (ISBN 978-2-377-31107-1)

## Prix
- 2009 : Prix Haxtur de la meilleure histoire courte pour Un buen hombre.